# Тријарији
Тријарији (лат. Triarii) су биле јединице раних римских легија. Они су се разликовали од принципа и хастата по томе што нису бацали копља на непријатеље већ су се борили дужим копљима која су била намењена само за ближе борбе. Због своје дужине нису могла да се бацају на противнике, али су могла да се користе у збијеним формацијама нарочито против коњице.
После реформи Марка Фурија Камила, тријарији су се борили у узаним фалангама, уз подршку лако наоружаних војника. У већини битака тријарији нису коришћени, јер су уобичајено лакше наоружани војници већ поразили противника пре него што би тријарили требало да буду коришћени у борби. Намера тријарија је да била пресудна сила у бици, што је довело до римске изреке res ad triarios venit, 'дошло је до тријарија', што би значило да се битка водила до огорченог краја.
Ту су били корисни и велики штитови који су били нешто дужи од оних које су носили принципи и хастати. Тријарији су били ветерани и једни од најимућнијих припадника легије, што говори о њиховој бољој опремљености од осталих пешака у легији. Као и сви римски војници пре Маријејевих реформи, тријарији су сами куповали своје оружје, што им је њихов ветерански статус олакшавао. После Маријевих реформи тријарији више не постоје у римској легији већ их замењују боље опремљенији копљаници.